# Athimarapatti
Athimarapatti è una suddivisione dell'India, classificata come town panchayat, di 17.527 abitanti, situata nel distretto di Thoothukudi, nello stato federato del Tamil Nadu. In base al numero di abitanti la città rientra nella classe IV (da 10.000 a 19.999 persone).

## Geografia fisica
La città è situata a 08° 44' 25 N e 78° 06' 05 E.

## Società

### Evoluzione demografica
Al censimento del 2001 la popolazione di Athimarapatti assommava a 17.527 persone, delle quali 9.026 maschi e 8.501 femmine. I bambini di età inferiore o uguale ai sei anni assommavano a 2.312, dei quali 1.164 maschi e 1.148 femmine. Infine, coloro che erano in grado di saper almeno leggere e scrivere erano 11.997, dei quali 6.386 maschi e 5.611 femmine.